# Drosophila paucula
Drosophila paucula är en tvåvingeart som beskrevs av Elmo Hardy 1965. Drosophila paucula ingår i släktet Drosophila och familjen daggflugor.
Artens utbredningsområde är Hawaii.